# Haustlöng

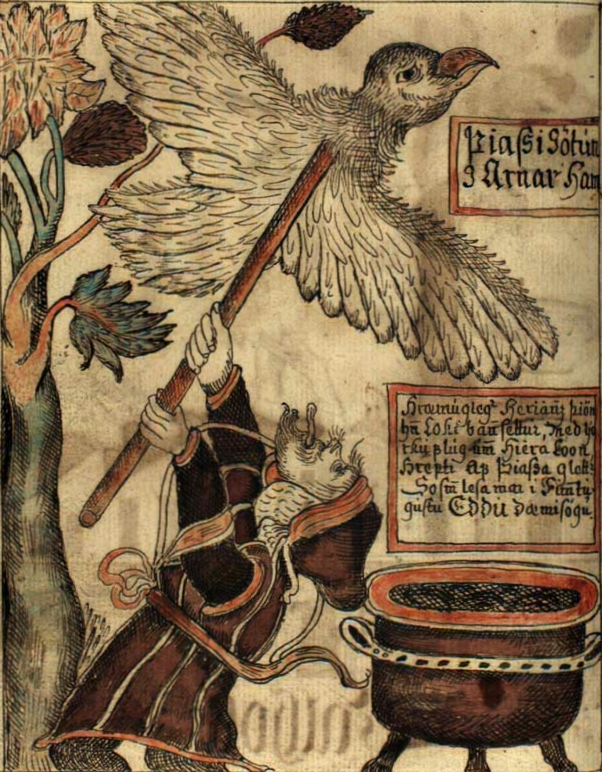
Loki golpea a Þjazi con una vara en esta ilustración de un manuscrito islandés del.

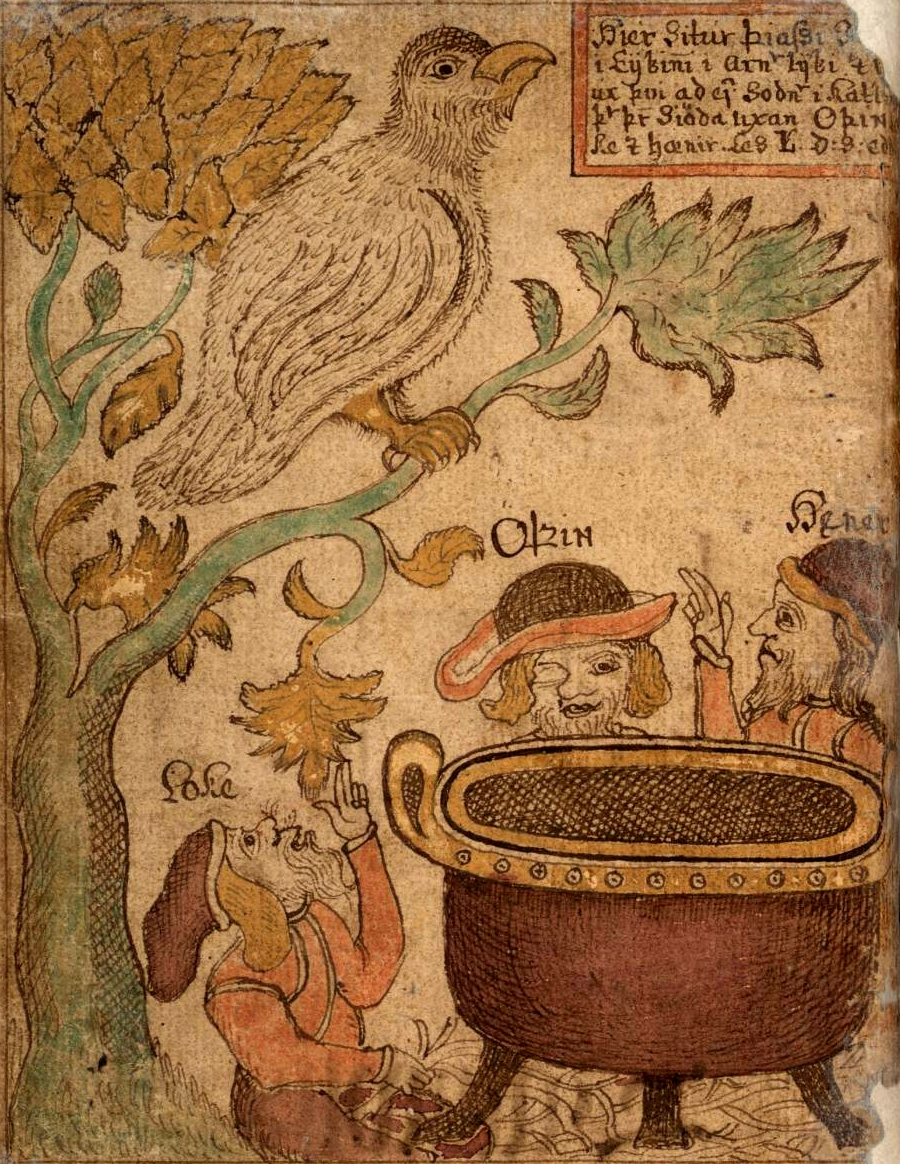
Imagen del manuscrito islandés SÁM 66 del de tres dioses frente a un caldero.

Haustlöng es un poema escáldico que se conservó en la Edda prosaica, donde se citan dos grupos de estrofas. Es atribuido al escaldo noruego Thjódólfur úr Hvini. El poema describe escenas de la mitología nórdica pintadas en un escudo que se le dio al poeta. En las estrofas que llegaron hasta nosotros se describen dos escenas:
- El rapto y rescate de Iðunn.
- La muerte de Hrungnir a manos de Thor.

Haustlöng es a menudo comparado con Húsdrápa y Ragnarsdrápa que también describen ilustraciones representando escenas mitológicas.